# Pattinaggio di velocità alla XXVIII Universiade invernale
Le gare di pattinaggio di velocità su ghiaccio alla XXVIII Universiade invernale si sono svolte dal 31 gennaio al 6 febbraio 2017 al Medeu High Mountain Ice Rink di Almaty in Kazakistan.

## Podi

### Uomini
| Evento                 | Oro                                                     | Tempo                                                   | Argento                                           | Tempo                                             | Bronzo                                                                      | Tempo                                                                       |
| 500 metri × 2          | Cha Min-kyu                                             | 70.40                                                   | Koto Nakao                                        | 70.76                                             | Kim Young-jin                                                               | 71.13                                                                       |
| 1000 metri             | Cha Min-kyu                                             | 1:09.56                                                 | Martijn van Oosten                                | 1:10.12                                           | Ryu Kosaka                                                                  | 1:10.58                                                                     |
| 1500 metri             | Kirill Golubev                                          | 1:49.30                                                 | Martijn van Oosten                                | 1:49.53                                           | Junya Miwa                                                                  | 1:49.61                                                                     |
| 5000 metri             | Davide Ghiotto                                          | 6:51.64                                                 | Seitaro Ichinohe                                  | 6:52.94                                           | Linus Heidegger                                                             | 6:55.46                                                                     |
| 10000 metri            | Davide Ghiotto                                          | 13:48.12                                                | Masahito Obayashi                                 | 14:24.95                                          | Moon Hyun-woong                                                             | 14:26.00                                                                    |
| Mass start             | Seitaro Ichinohe                                        | 65 p.                                                   | Lee Jin-yeong                                     | 40 p.                                             | Aleksandr Razorenov                                                         | 20 p.                                                                       |
| Inseguimento a squadre | Corea del Sud Lee Jin-yeong Moon Hyun-woong Oh Hyun-min | Corea del Sud Lee Jin-yeong Moon Hyun-woong Oh Hyun-min | Giappone Seitaro Ichinohe Junya Miwa Shohya Ogawa | Giappone Seitaro Ichinohe Junya Miwa Shohya Ogawa | Paesi Bassi Olof Gerritsen Ronald Ligtenberg Jacob Vreugdenhil Gerwin Coljé | Paesi Bassi Olof Gerritsen Ronald Ligtenberg Jacob Vreugdenhil Gerwin Coljé |

### Donne
| Evento                 | Oro                                                | Tempo                                              | Argento                                                                        | Tempo                                                                          | Bronzo                                        | Tempo                                         |
| 500 metri × 2          | Kim Hyun-yung                                      | 77.83                                              | Arisa Tsujimoto                                                                | 78.52                                                                          | Aleksandra Kachurkina                         | 78.71                                         |
| 1000 metri             | Aleksandra Kachurkina                              | 1:19.10                                            | Kim Hyun-yung                                                                  | 1:19.19                                                                        | Yekaterina Aydova                             | 1:19.53                                       |
| 1500 metri             | Aleksandra Kachurkina                              | 2:06.20                                            | Nana Takahashi                                                                 | 2:06.35                                                                        | Yekaterina Aydova                             | 2:06.58                                       |
| 3000 metri             | Maryna Zuyeva                                      | 4:18.26                                            | Nana Takahashi                                                                 | 4:27.68                                                                        | Elena Sokhryakova                             | 4:27.89                                       |
| 5000 metri             | Maryna Zuyeva                                      | 7:20.11                                            | Nana Takahashi                                                                 | 7:35.14                                                                        | Lim Jung-soo                                  | 7:49.09                                       |
| Mass start             | Anna Pristalova                                    | 68 p.                                              | Nene Sakai                                                                     | 40 p.                                                                          | Jun Ye-jin                                    | 21 p.                                         |
| Inseguimento a squadre | Corea del Sud Jun Ye-jin Lim Jung-soo Park Cho-won | Corea del Sud Jun Ye-jin Lim Jung-soo Park Cho-won | Russia Olesya Chernega Elena Sokhryakova Anastasiia Zdravkova Anastasiia Zueva | Russia Olesya Chernega Elena Sokhryakova Anastasiia Zdravkova Anastasiia Zueva | Giappone Nene Sakai Nana Takahashi Mai Yamada | Giappone Nene Sakai Nana Takahashi Mai Yamada |